# Kaza
Kaza (arabsko قضاء‎‎, qaḍāʾ, izg. [qɑˈd̪ˤɑːʔ], osmansko turško kazâ‎) je bila upravna enota Osmanskega cesarstva in njegovih nasledstvenih držav. Izraz kaza v osmanski turščini pomeni sodstvo, vendar se pogosto prevaja kot okraj,  podokraj, za katerega se običajno uporablja izraz nahija,  ali sodno okrožje.

## Osmansko cesarstvo
V Osmanskem cesarstvu je bila kaza prvotno ozemlje pod sodno in upravno oblastjo kadija. S prvo tanzimatsko reformo leta 1839 so bile pristojnosti kadija prenešene na kajmakama (guverner), kadiji pa so postali sodniki, ki so sodili po islamskem pravu (šeriat).
Po sprejetju  Zakona o reformi provinc iz leta 1864 je kaza postala upravna enota. Zakon se je uvajal naslednjih deset let. Kaza je v eni sami upravni enoti  združila pristojnosti guvernerja (kajmakam), katerega je imenoval notranji minister, zakladnika (glavni finančni uradnik) in sodnika (kadi). Reforme so bile del naporov Porte, da bi v celem cesarstvu vzpostavila enotno, racionalno  in učinkovito državno upravo.
Kaza je bila podenota sandžaka in je praviloma obsegala mesto in okoliške vasi. Kaze so bile razdeljene na nahije, katere so upravljali müdürji in  mütesellimi, in vasi (karye), katere so upravljali muhtarji. Z revizijami leta 1871 so nahije, katere so še vedno upravljali müdürji, postale vmesna stopnja med kazo in vasjo.

## Turčija
Republika Turčija je sprva še uporabljala naziv kaza, dokler ga ni v 1920. letih zanemjala z nazivom ilçe. 

## Arabske države
V Siriji je bila v preteklosti kaza druga raven upravnih enot. Enote se zdaj imenujejo mintaqah. 
Naziv kaza ali qadaa se še vedno uporablja za 
- okrožja v Iraku (druga raven, pod guvernoratom)
- okrožja v Libanonu (druga raven, pod guvernoratom)
- tretjo raven upravnih enot v Jordaniji
- podokrožja med britanskim mandatom v Palestini
- podokrožja v Izraelu
- podokrožja v Jordaniji (kot qda')[7]